# 187 (število)
187 (stó sédeminósemdeset) je naravno število, za katerega velja 187 = 186 + 1 = 188 - 1.
Sestavljeno število
187 je vsota zaporednih trih praštevil, 187 = 59 + 61 + 67, tudi zaporednih devetih praštevil, 187 = 7 + 11 + 13 + 17 + 19 + 23 + 29 + 31 + 37.
Samoštevilo